# Chydorus linguilabris
Chydorus linguilabris är en kräftdjursart som beskrevs av Frey 1982. Chydorus linguilabris ingår i släktet Chydorus och familjen Chydoridae. Inga underarter finns listade i Catalogue of Life.